# Alexandru Pop (chirurg)
Alexandru Pop (n. 31 mai 1895, Blaj, comitatul Alba de Jos azi județul Alba - d. 3 februarie 1954, Mediaș, județul Sibiu) a fost un medic chirurg, profesor universitar la Facultatea de Medicină din Cluj, unul din reprezentanții de seamă ai școlii de chirurgie clujene. A participat la Marea Adunare Națională de la Alba Iulia din 1 Decembrie 1918.

## Date biografice și familie
Alexandru Pop s-a născut la 31 mai 1895, la Blaj. Tatăl său, originar din Țara Făgărașului, a profesat ca medic în Blaj.

## Studii
Studiile primare le-a făcut în localitatea natală, Blaj, unde a urmat Liceul Vasile cel Mare  (1913). În 1913 a absolvit Gimnaziul Român Unit din Blaj și în același an s-a înscris la Facultatea de Medicină din Budapesta. În mai 1915 a fost înrolat ca medic în armata austro-ungară, Regimentul 50 Infanterie din Alba Iulia, în care a luptat în Primul Război Mondial cu gradul de sublocotenent. După terminarea războiului și-a reluat studiile medicale și în 1920 a obținut titlul de Doctor în Medicină și Chirurgie la Facultatea de Medicină din Cluj.

## Viața și activitatea
Sfârșitul anului 1918 l-a prins pe Alexandru Pop la Blaj, participând la formarea Gărzilor Naționale Române, contribuind la aprovizionarea cu lăzi de muniție și arme.
În urma realizării Unirii, medicul Alexandru Pop (care a fost prezent în mulțime la acea dată) a contribuit la consolidarea puterii statului român în Ardeal. A fost una dintre personalitățile care au ajutat la preluarea Facultății de Medicină din Cluj de către autoritățile române. Încă din vremea studenției a început să lucreze la Institutul de Anatomie Patologică.
A fost intern la Institutul de Anatomie Descriptivă și Topografică din Cluj (1920-1921), la prof. Victor Papilian, apoi preparator (1921-1922) și asistent (1922-1923) la Institutul de Anatomie Patologică din Cluj, la prof. Titu Vasiliu.
Cariera universitară a început-o ca preparator onorific la Institutul de Anatomie patologică din Cluj (1 noiembrie 1920 - 30 septembrie 1921), fiind apoi preparator bugetar (1 octombrie 1921 - 30 septembrie 1922) și asistent (1 octombrie 1922 - 30 septembrie 1923) la același institut. Ulterior a ocupat posturile de preparator bugetar la Clinica Medicală din Cluj (1 octombrie 1923 - 31 martie 1925), preparator bugetar la Clinica Chirurgicală din Cluj (1 aprilie 1925 - 30 aprilie 1927). Se dedică chirurgiei și se formează în această specialitate sub direcția profesorului Iacob Iacobovici la Clinica I Chirurgicală alături de alte personalități medicale clujene (Aurel Nana, O. Filipescu, M. Albu, Emil Țeposu). Devine asistent (1 mai 1927 - 31 ianuarie 1928) și Conferențiar suplinitor de Semiologie chirurgicală (1 februarie 1928 - 1930) la această clinică. Din octombrie 1928 și până în aprilie 1929 a făcut studii de specializare în străinătate (Berlin, Paris, Viena, Dijon, Strasbourg și München). În 1933, după plecarea profesorului Iacobovici la București, a fost numit profesor titular la catedra de Chirurgie a Facultății de Medicină din Cluj. În paralel, a condus și secția de chirurgie a Institutului pentru Studiul și Profilaxia Cancerului, înființat în 1929.
Alexandru Pop a fost marcat și de perioada colaborării cu Clinica medicală I, care era condusă la acea dată de prof. Iuliu Hațieganu. Această strânsă legătură profesională s-a transformat, în cele din urmă, într-o relație de prietenie. Acesta a mai colaborat și cu profesorii Valeriu Bologa și I. Goia.
A fost foarte interesat de reorganizarea tehnicilor de predare în cadrul cursurilor facultății. A pus accent pe participarea studenților la activitatea directă spitalicească, căutând să dea o importanță mai mare practicii în dezvoltarea viitorilor medici. Pe lângă acestea, a introdus în cadrul cursurilor demonstrațiile chirurgicale operatorii și a creat filme de chirurgie, cuprinzând diferite tehnici didactice. Eficiența și meritele prof. Alexandru Pop au fost recunoscute de mai mulți medici, care i-au fost studenți, printre aceștia se numără: A. Nana, C. Mircioiu, Titu Spătaru, Victor Gavrilă, Manole Popa. A adus Clinica chirugicală I din Cluj la un nivel ridicat, introducând tehnici de operație noi, asigurându-se că activitatea decurge conform cerințelor de atunci. Alexandru Pop era cunoscut mai ales pentru chirurgia digestivă, la care a contribuit cu diferite tehnici de operație noi.
Pe lângă faptul că a fost un medic chirurg excepțional, un profesor dedicat, Alexandru Pop a fost și un cercetător științific. A scris peste 80 de lucrări științifice și a avut numeroase sesiuni de comunicări prin țară și în străinătate de-a lungul carierei. A fost membru în numeroase societăți academice: Academia de Medicină, Societatea Națională de Chirurgie, președintele Congresului Național Român de Chirurgie (1935). Meritul acestuia i-a fost recunoscut și peste granițe, unde a făcut parte din multe societăți științifice.
După 23 august 1944, profesorul Alexandru Pop, trei doctori și un laborant ai Clinicii Chirurgicale I (evacuată la Sibiu în acea perioadă), folosind instrumente și materiale proprii, au constituit o echipă chirurgicală care s-a atașat timp de aproape o lună, între 9 septembrie și 6 octombrie 1944, unor ambulanțe militare ce deserveau Armata I. Ei au îngrijit sute de răniți în operațiunile de pe frontul din Transilvania și Ungaria ale Armatei l, iar la plecare au donat întregul material serviciului medical al armatei. Acesta a servit armata cu gradul de colonel-medic.
S-a reîntors la Sibiu, unde a mai rămas până în 1945. În 1945 s-a reîntors la Cluj, unde își va desfășura activitatea până în decembrie 1948, până când autoritățile comuniste decid epurarea Universității clujene de cadrele didactice considerate nesănătoase, precum profesorii Lucian Blaga, Iuliu Hațieganu și Mărgineanu. La înlăturarea profesorul Alexandru Pop de la conducerea clinicii, după modelul proceselor staliniste cu un acuzator public, trebuia să participe și profesorul Emil Țeposu, șeful Clinicii de Urologie, care era desemnat de autoritățile comuniste pentru a-l înlocui. Supus șantajului și considerând injustă această acțiune profesorul Țeposu a preferat să se sinucidă decât să participe la această nedreptate. În cele din urmă a fost transferat de autoritățile comuniste la Timișoara pentru a organiza o clinică de chirurgie. În anul 1952 va reveni la Cluj, unde își va desfășura activitatea la Clinica de chirurgie II, până în anul 1954.
Este primul medic din România care a efectuat flebografii și care a executat explorarea radiologică a vaselor de sânge (venografie). A introdus anestezia generală cu protoxid de azot pentru operații mari și tratamentul varicelor prin smulgerea venei safene interne, a folosit o nouă metodă de electrocoagularea vaginalei în tratamentul hidrocelului, noi procedee personale de tehnică operatorie în intervențiile pe căile biliare și chirurgia splinei, incizia sa supracostală în stânga fiind citată în literatura de specialitate.
A fost membru a Societății Chirurgilor Germani, a Societății Franceze de Chirurgie, al Academiei de Medicină, a Societății Naționale de Chirurgie, a Societății Internaționale de Chirurgie și Hidatidologie din Alger.
A încetat din viața la data de 3 februarie 1954, cauza morții fiind un accident vascular cerebral. Acesta a fost înmormântat în localitatea natală, la Blaj.

## Lucrări
- O forma particulara a gripei epidemice(hiperestezica cutanata), in colaborare cu Prof. Hațieganu.
- "Masajul" Capitol din Propedeutica Chirurgicala, Prof. Iacobovici.
- Valoarea diagnostca a tabloului sanghin in afectiunile gastro-duodenale.
- Un caz de chist hidatic supurat al ficatului, desolvat in interiorul lobului drept, operat, vindecat.In colaborare cu Dr. Danicico.
- Ein Fall von Perforationsperitonitis bei ambulanten Parathypus B.
- Experimentelle Untersuchungen uber die Physiologie der Carotisdruse beim Menschen. In colaborare cu Prof. Iacobovici si Prof. Nițescu.
- Ein operierter und geheilter Fall von Perforationsperitonitis bei postyphoeser, eitriger Cholecystitis.
- Karzinoid des Wurmfortsatzes und Apendicitis acuta.
- Consideratiuni asupra 2500 de apendicite operate in Clinica Chirurgicala din Cluj.
- Contributiuni la aplicarea injectiei permanente cu ser fiziologic pe cale intravenoasa.
- Consideratiuni asupra procedeului Unger in tratamentul varicelor.
- Ein Fall von Verlegung des Ductus choledochus beim Kinde durch einem in der Papilla Vateri eingeklemten Stein. In colaborare cu Dr. Emil Murasan.
- Cateva consideratiuni asupra apendicitei chistice in legatura cu un caz.
- Contributiuni la studiul tuberculozei stomacale in legatura cu patru cazuri personale. In colaborare cu Dr. T. Sparchez.
- Zur Behandlung der Varizen nach Unger. Fortschr. Thez. 1930.II.19. pag. 607.
- Ein auf transperitonealem Wege extierpirtes Nebennierenkystom. Heilkung.
- Indicatiunile operatorii in afectiunile ficatului si a canalelor lui accesorii.